# Spodnja Rečica
Spodnja Rečica este o localitate din comuna Rečica ob Savinji, Slovenia, cu o populație de 254 de locuitori.